# Springfield (Nueva York)
Springfield es un pueblo ubicado en el condado de Otsego en el estado estadounidense de Nueva York. En el año 2000 tenía una población de 1,350 habitantes y una densidad poblacional de 12 personas por km².

## Geografía
Springfield se encuentra ubicado en las coordenadas 42°50′10″N 74°51′13″O / 42.83611, -74.85361.

## Demografía
Según la Oficina del Censo en 2000 los ingresos medios por hogar en la localidad eran de $33,854 y los ingresos medios por familia eran $38,490. Los hombres tenían unos ingresos medios de $25,625 frente a los $23,611 para las mujeres. La renta per cápita para la localidad era de $16,513. Alrededor del 8.5% de la población estaban por debajo del umbral de pobreza.